# 장크트니클라우스
장크트니클라우스(독일어: St. Niklaus, 프랑스어: Saint-Nicolas 생니콜라[*])는 스위스 발레주 피스프구의 일부인 마터탈에 있는 마을이자 자치체이다.

## 역사
장크트니콜라우스는 1233년에 chousun으로 처음 언급되었다. 1272년에 그것은 Sancti Nicolai de Chouson의 교회, Gebreitun de Gazun, 1388년에 St Nicolai de Chosun, niu a fr Saint-Nicolas의 마을로 언급되었다.

## 지리

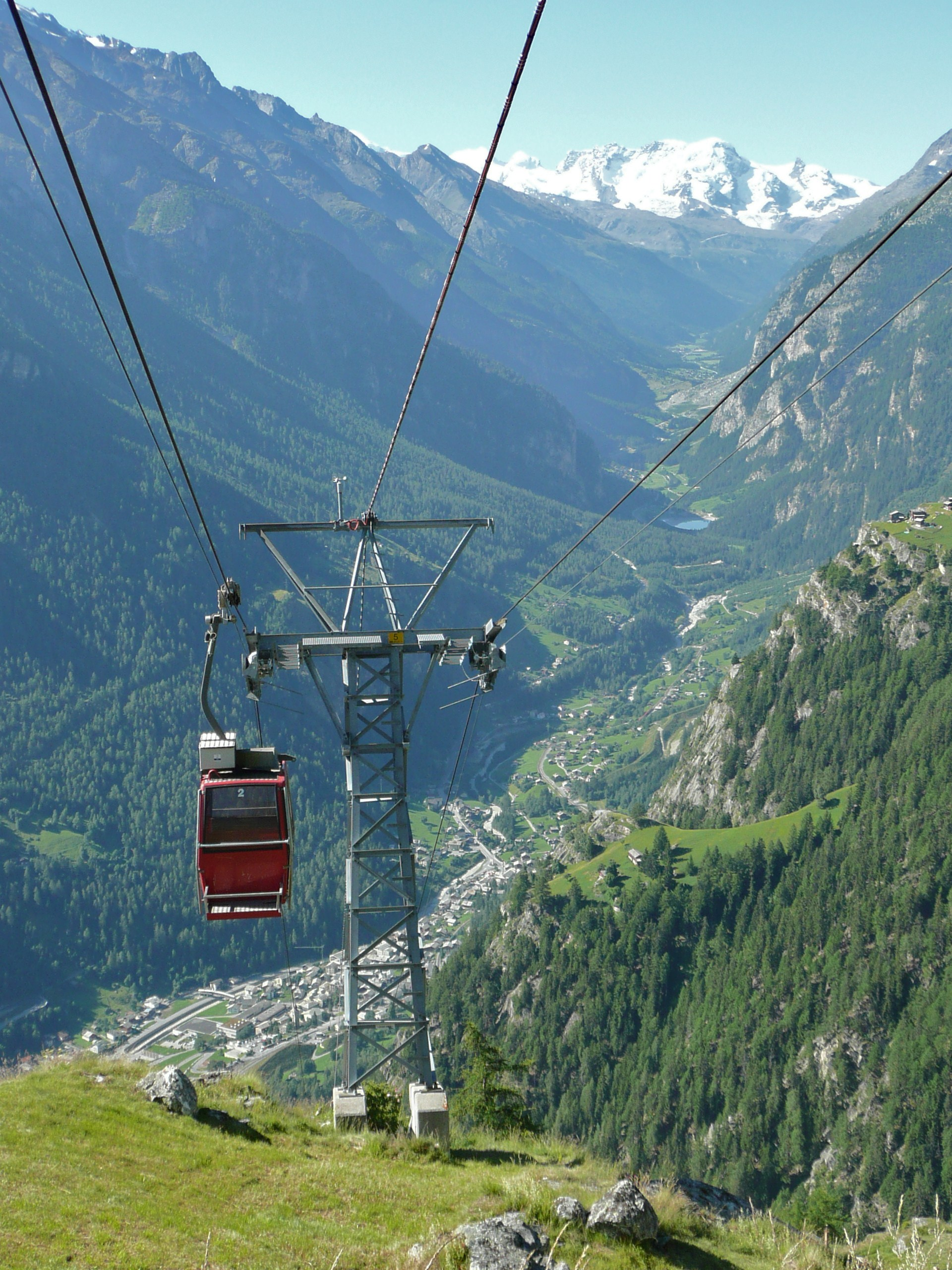
융겐에서 장크트니클라우스까지 운행하는 케이블카

장크트 니클라우스의 면적은 2011년 기준으로 89.3k㎡이다. 이 지역의 9.8%는 농업용으로 사용되며 21.5%는 산림이다. 나머지 토지 중 1.5%는 정착지(건물 또는 도로)이고 67.2%는 비생산적인 토지이다.
시정촌은 피스프구에 있다. 마터 계곡(니콜라이 계곡이라고도 함)의 주요 정착지이다. 계곡 바닥의 리트마텐, 도르프, 슈탈루, 체 쉬비데르누, 마트잔트, 헤르브리겐, 브라이트마텐의 정착지와 동쪽 경사면의 가젠리트 고산 정착지로 구성된다.
장크트니클라우스는 슈탈든에서 체르마트까지 이어지는 가파른 계곡인 마터탈에 자리 잡고 있으며, 돔산과 바이스호른과 같은 알프스의 가장 높은 봉우리로 둘러싸여 있다. 산과 산장으로 이어지는 알파인 등산객을 위한 여러 도보 망이 있다. 가장 가까운 산장은 마을 서쪽에 있는 토팔리 산장이다. 동쪽에 있는 보르디에 산장은 장크트니클라우스에서 쉽게 접근할 수 있다. 장크트니클라우스에 가까운 가장 높은 산은 브루네크호른으로 거의 4,000m에 이른다.
1866년에 장크트니클라우스 도르프와 장크트니클라우스 마트의 합병을 통해 시정촌이 만들어졌다.

## 인구통계

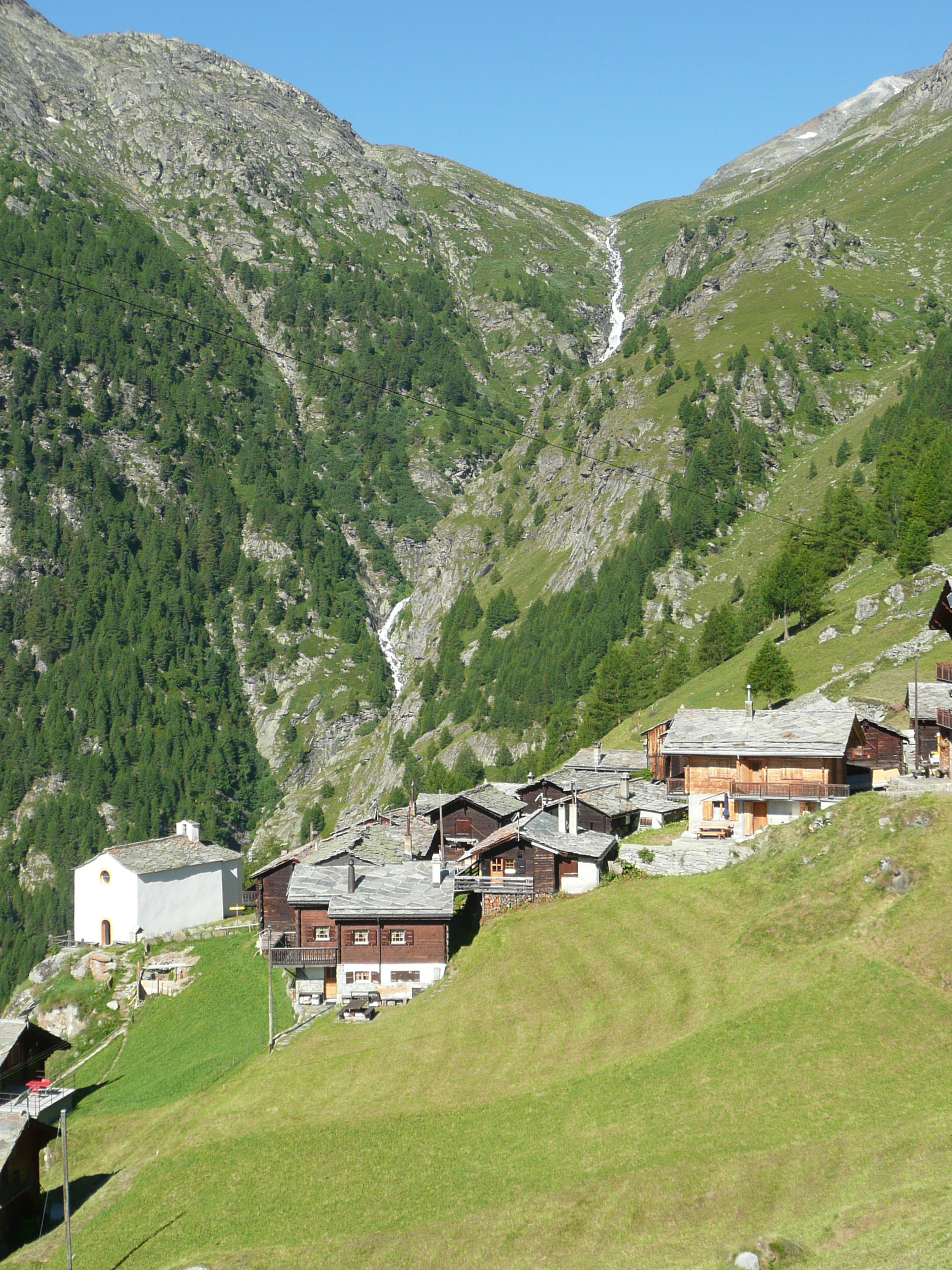
융겐 마을

2020년 12월 기준, 장크트니클라우스의 인구는 2,224명이다. 2008년 기준으로 인구의 5.9%가 거주 외국인이다. 2000년부터 2010년까지 지난 10년 동안 인구는 -6.7%의 비율로 변화했다. 이주로 인해 -4.2%의 비율로, 출생과 사망으로 인해 -0.3%의 비율로 변경되었다.
2000년 기준, 인구 대부분인 2,234명(97.0%)이 독일어를 모국어로 사용하고, 세르보-크로아티아어가 18명(0.8%)으로 두 번째로 많이 사용하고, 이탈리아어가 17명(0.7%)으로 세 번째로 사용된다. 프랑스어를 할 줄 아는 10명과 로만슈어를 할 줄 아는 사람이 1명 있다.
2008년 기준으로 인구는 남성 49.6%, 여성 50.4%이다. 인구는 1,048명의 스위스 남성(인구의 45.9%)과 84명(3.7%)의 비스위스계 남성으로 구성되었다. 스위스 여성은 1,070명(46.9%), 비 스위스 여성은 81명(3.5%)이었다. 시정촌 인구 중 1,729명(약 75.0%)이 장크트니클라우스에서 태어나 2000년에 그곳에 살았다. 같은 주에서 태어난 336명(14.6%)이 있었고, 다른 곳에서 태어난 103명(4.5%)이 있었다. 스위스에서, 그리고 125명(5.4%)가 스위스 밖에서 태어났다.
2000년 기준으로 아동·청소년(0~19세)이 26%, 성인(20~64세)이 58.6%, 노인(64세 이상)이 15.4%를 차지하고 있다.
2000년 기준으로 시정촌에는 미혼이며 미혼인 사람이 967명 있다. 기혼자는 1,150명, 미망인이 143명, 이혼한 사람은 44명이었다.
2000년 기준으로 시정촌의 개인가구는 823세대로 가구당 평균 2.7명이다. 1인 가구는 203가구, 5인 이상 가구는 100가구였다. 2000 년에는 총 762세대(전체의 76.1%)가 상설 임대되었으며, 151세대(15.1%)가 성수기이며 88세대(8.8%)가 비어 있었다. 2009년 기준 신규 주택 건설률은 인구 1000명당 0.4세대였다. 2010년 시정촌 공실률은 3.16%였다.
역사적 인구는 다음 차트에 나와 있다.

## 볼거리
장크트니클라우스는 계곡의 중요한 중앙 마을이다. 이곳은 산악 가이드(bergfuehlers)의 강력한 역사를 가지고 있다. 가이드는 체르마트로 가는 기차를 타고 여행 중에 대부분 영국인인 고객을 찾는다. 장크트니클라우스에는 이 역사를 알려주는 베르크푸허 박물관(Bergfuehrer)이 있다. 박물관은 마이어 투름(타워) 하우스에 위치하고 있으며, 150년의 등산 전통의 역사를 가지고 있다. 개인 컬렉션에서 더 많은 지역 광물 컬렉션도 전시되어 있다. 박물관은 7월부터 9월까지 개관한다.
장크트니클라우스는 위의 산에서 인기 있는 가족 휴양 스키리조트인 그레헨 마을과 밀접하게 연결되어 있다. 장크트니클라우스는 또한 체르마트와 자스페를 방문할 때 두 곳 사이에 있기 때문에 인기있는 숙박 장소이다.

## 정치
2007년 연방 선거에서 가장 인기 있는 정당은 69.66%의 득표율을 기록한 CVP였다. 다음으로 가장 인기 있는 세 정당은 SVP (20.86%), SP (7.39%), FDP (0.86%)였다. 이번 연방 총선에서는 총 831표를 득표했고, 투표율은 47.1%였다.
2009년 국무원 선거에서 총 829표가 투표되었으며, 그중 53표(약 6.4%)가 무효표였다. 유권자 참여율은 47.9%로 주 평균인 54.67%에 크게 못 미쳤다. 2007년 스위스 평의회 선거에서 총 825표가 투표되었으며, 그중 20개(약 2.4%)가 무효였다. 유권자 참여율은 47.3%로 주 평균인 59.88%보다 훨씬 낮은 수치다.

## 경제

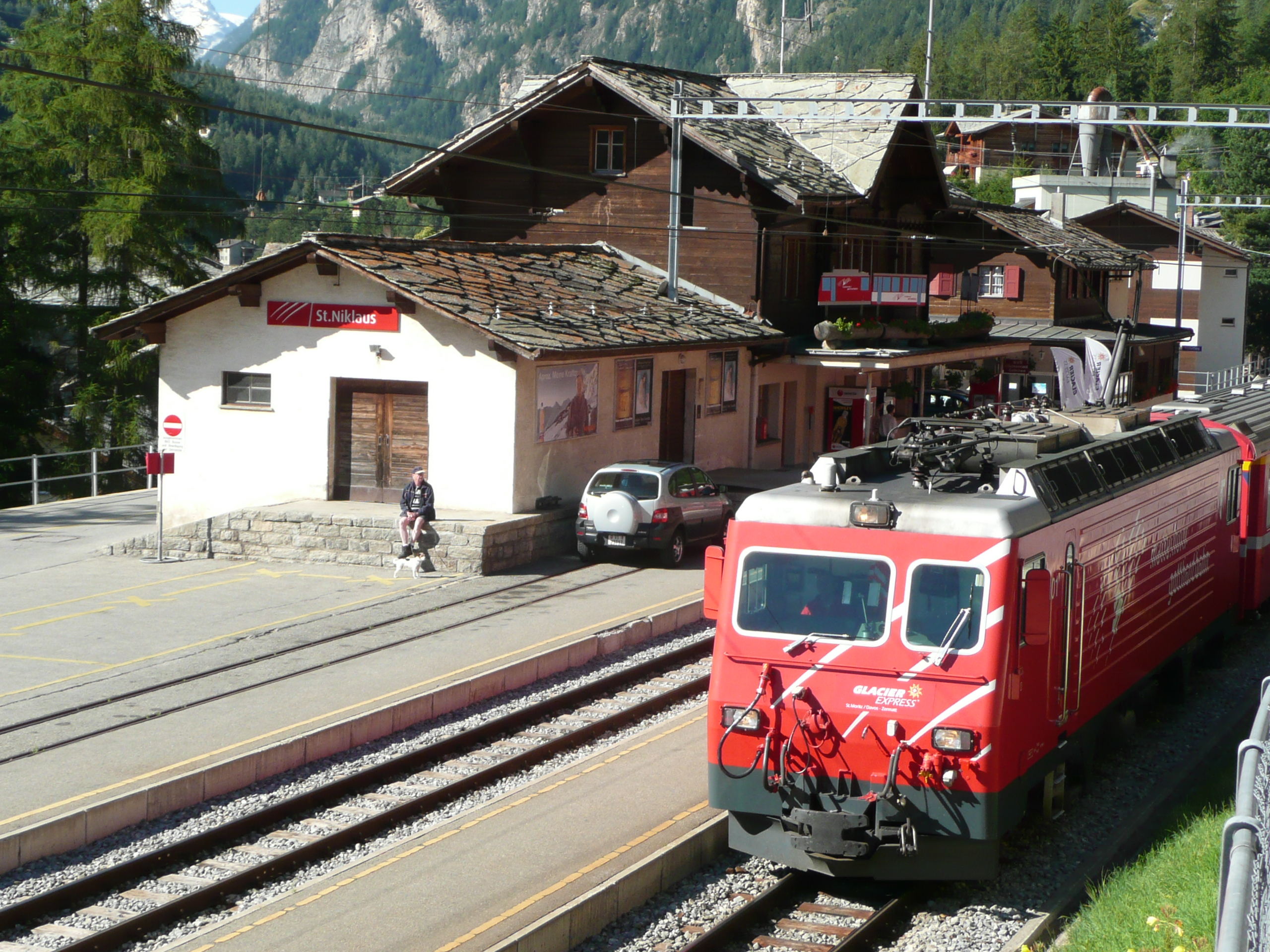
장크트니클라우스역

장크트니클라우스의 주요 산업은 신틸라(Scintilla AG)와 보쉬(Bosch  AG)의 두 생산 공장이다.
2010년 현재 장크트니클라우스의 실업률은 1.5%이다. 2008년 기준으로 1차 경제 부문에 137명이 고용되어 있으며, 이 부문에 약 64개 기업이 참여하고 있다. 613명이 2차 부문에 고용 되었고, 이 부문에 24개의 기업이 있었다. 379명이 3차 부문에 고용되었으며, 이 부문에는 68개의 기업이 있다. 시정촌 주민은 1,093명으로 일정 정도 고용되었으며, 그중 여성이 전체 노동력의 36.4%를 차지하였다.
2008년에 정규직에 상응하는 총 일자리 수는 950개였다. 1차 부문의 일자리 수는 58개였으며, 그중 52개는 농업에 있었고 7개는 임업 또는 목재 생산에 있었다. 2차 부문의 일자리 수는 582개였으며, 그중 497개(85.4%)가 제조업에, 85개(14.6%)가 건설에 종사했다. 3차 부문의 일자리 수는 310개였다. 3차 부문의 경우, 43개(13.9%)는 도소매 또는 자동차 수리, 34개(11.0%)는 상품의 이동 및 보관, 48개(15.5%)는 호텔 또는 레스토랑, 31개(10.0%)는 보험 또는 금융업이었다. 산업, 12개(3.9%)는 기술 전문가 또는 과학자, 54개(17.4%)는 교육, 38개(12.3%)는 의료 분야에 있었다.
2000년 기준으로 시정촌으로 출퇴근하는 근로자는 327명, 출퇴근 근로자는 454명이었다. 지자체는 근로자의 순수출 지자체로, 들어오는 1명당 약 1.4명의 근로자가 지자체를 떠나고 있다. 장크트니클라우스에 들어오는 인력의 약 1.5%가 스위스 외부에서 왔다. 근로 인구의 18%는 대중교통을 이용하여 출근했고, 49.1%는 자가용을 이용했다.

## 종교

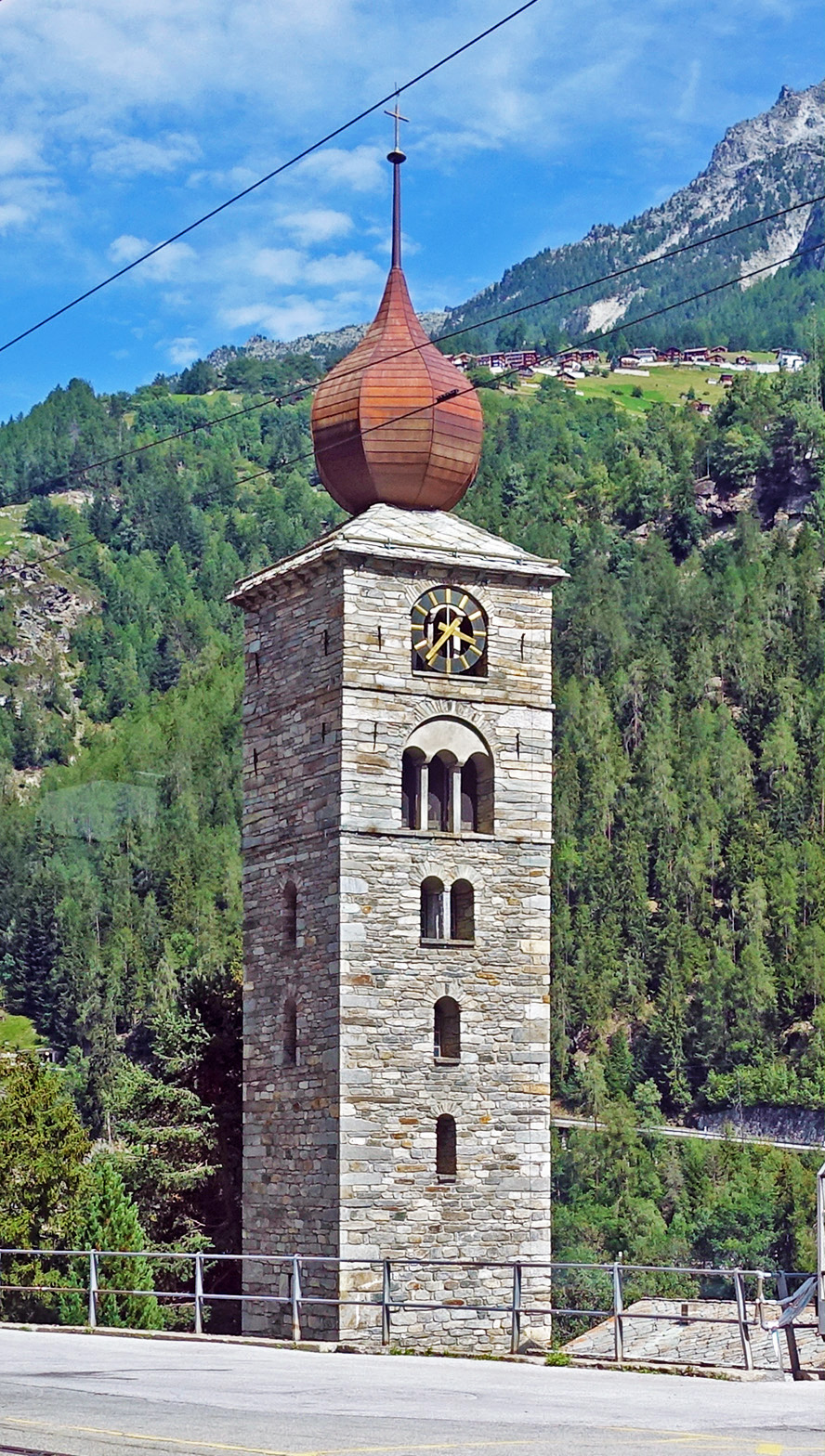
장크트니클라우스의 교회

2000년 인구 조사에 따르면 2,160명(93.8%)이 로마 가톨릭 신자이고, 54명(2.3%)이 스위스 개혁 교회에 속해 있다. 나머지 인구 중 정교회 교인은 23명 (인구의 약 1.00%)이었고, 다른 기독교 교인은 25명(인구의 약 1.09%)이었다. 이슬람교는 25명(인구의 약 1.09%) 이었다. 16명(인구의 약 0.69%)은 교회에 속하지 않았고, 불가지론자 또는 무신론자였으며, 13명(인구의 약 0.56%)은 질문에 대답하지 않았다.

## 교육
장크트니클라우스에서는 인구의 약 949명(41.2%)이 비필수 중등교육을 이수했으며 101명(4.4%)이 추가 고등교육( 대학 또는 응용학문대학)을 마쳤다. 고등교육을 마친 101명 중 73.3%가 스위스 남성, 16.8%가 스위스 여성, 5.9%가 비스위스계 남성이었다.
2000년 현재 장크트니클라우스에는 다른 지자체에서 온 36명의 학생이 있었고, 24명의 거주자는 지자체 외부의 학교에 다녔다.
장크트니클라우스에는 린데 도서관이 있다. 도서관은 (2008년 현재) 7,000권의 책 또는 기타 매체를 보유하고 있으며 같은 해에 7,197개의 항목을 대출했다. 그해에는 주당 평균 8시간씩 총 180일 동안 문을 열었다.

## 교통
지자체는 피스프역과 체르마트역 사이의 마터호른 고트하르트 철도 구간에 있는 정류장이다. 1시간에 2대의 열차가 각 방향으로 장크트니클라우스역을 운행하며, 저녁에는 1시간 간격으로 운행된다.
또한 역 근처에는 장크트니클라우스와 융겐의 고산 정착지 및 고산 트레일을 연결하는 융겐철도 케이블카가 있다.